# العاصفة (لوحة)
العاصفة (بالفرنسية: La Tempête) هي لوحة زيتية بريشة الفنان الفرنسي بيير أوغست كوت، اكتملت في عام 1880. معروضة حاليًا في متحف متروبوليتان للفنون في نيويورك، تم تكليفها من قبل الفنانة كاثرين لوريار وولف في عام 1880 بتوجيه من ابن عمها جون وولف، أحد رعاة كوت الرئيسيين.

## الموضوع

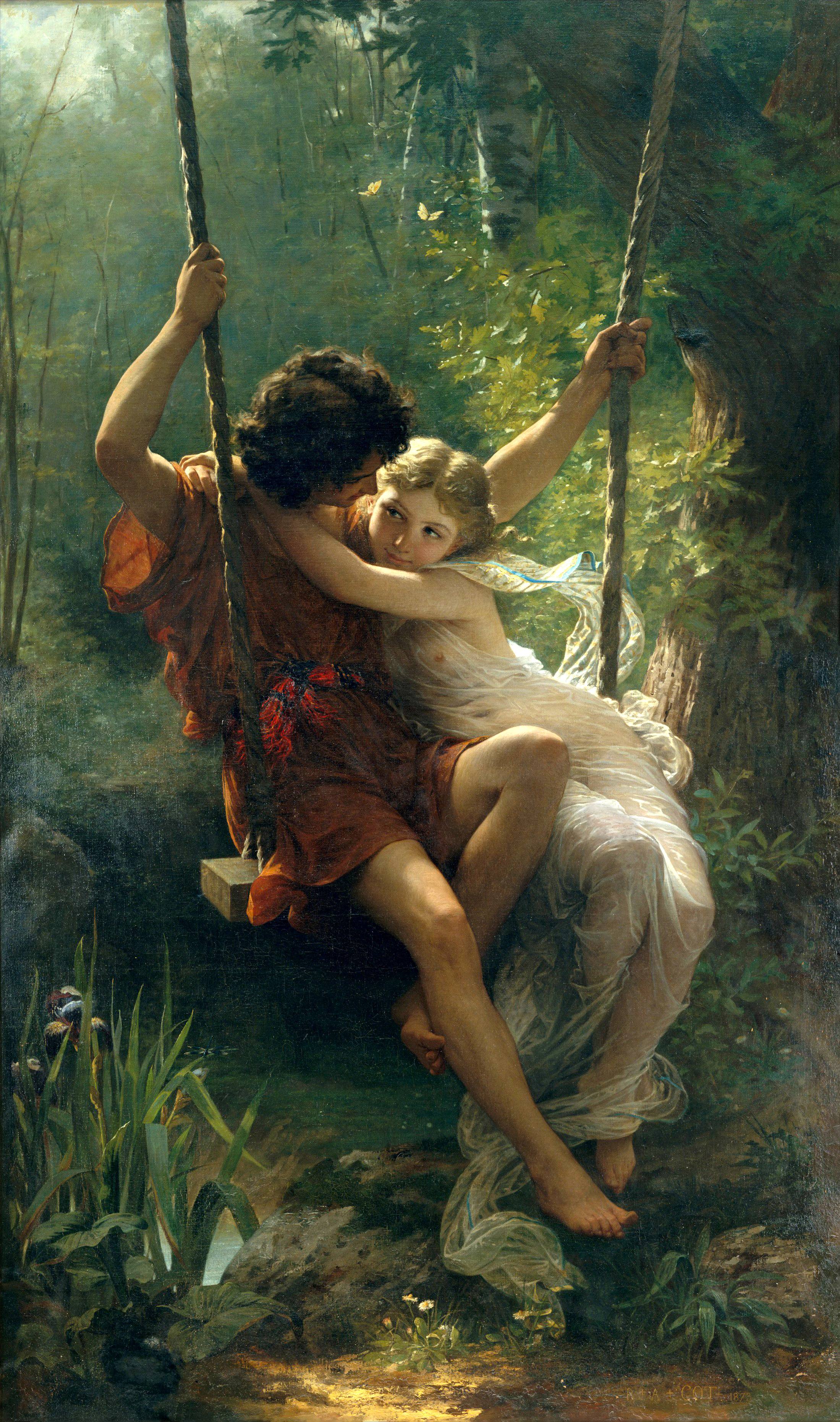
"الربيع" بريشة بيير أوغست كوت ، 1873 (متحف متروبوليتان للفنون ، نيويورك)

تذكرنا هذه اللوحة بعمل سابق لكوت، بعنوان «الربيع»، والذي أكمله عام 1870. وقد حصل عليها جون وولف بعد ذلك بعد أن تم عرضها بنجاح كبير في صالون باريس عام 1873. ويعتقد أن وجود «الربيع» في مجموعة وولف كان الدافع الذي دفع ابنة عمه، كاثرين لوريارد وولف، لشراء لوحة «العاصفة» في عام 1880. كلاهما لهما نفس الأبعاد تقريبًا ومن الواضح أنهما مرتبطان بالموضوع بمعنى أن كلاهما يصور زوجين شابين صالحين للزواج. ومن هذا المنطلق، يُعتقد أن كليهما يشكلان زوجًا تكافليًا، حيث أدى نجاح العمل السابق إلى إنشاء الأخير.

### الألهام

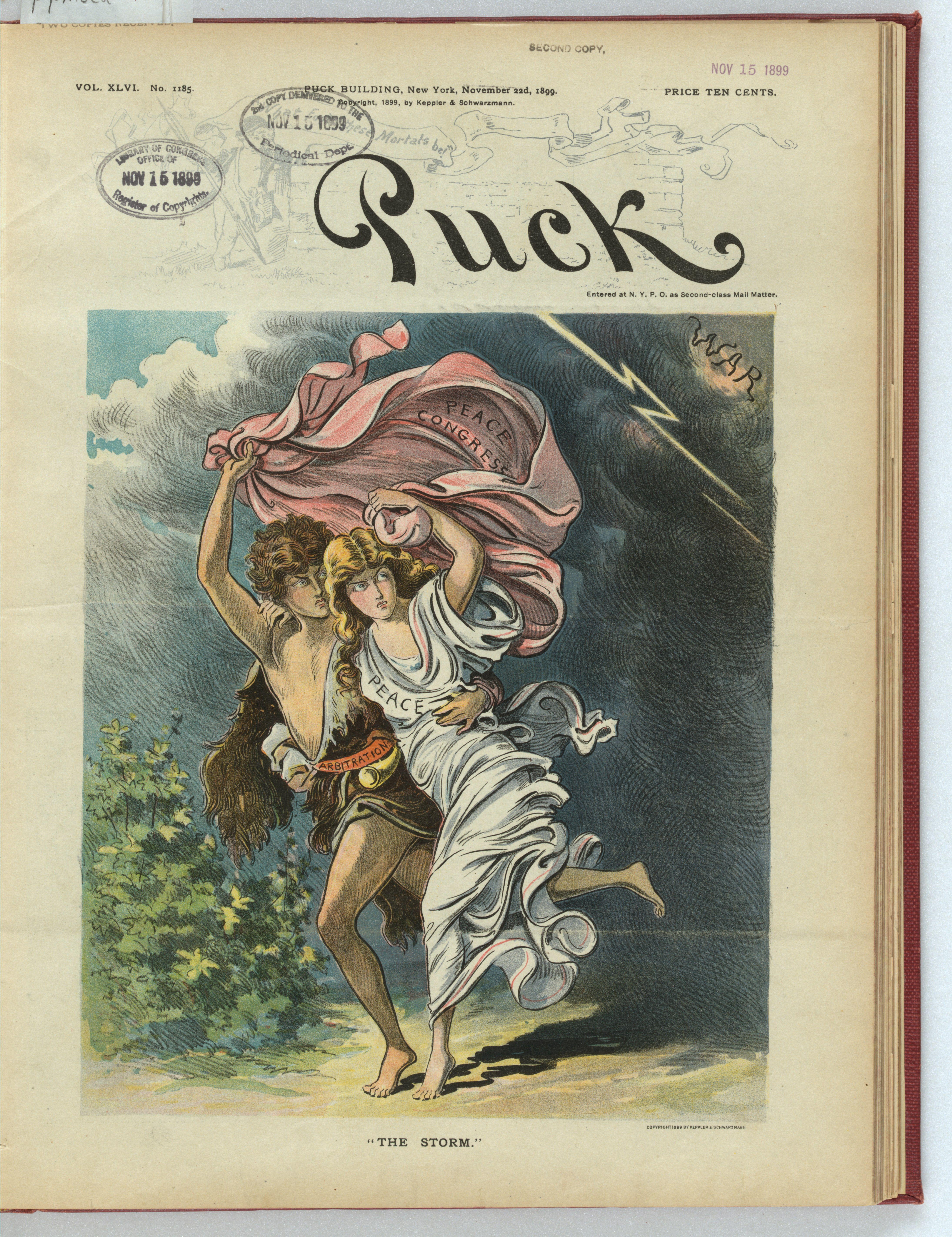

نسخة كرتونية من أللوحة بعنوان «العاصفة» تعود لعام 1899 تُظهر فرار السلام من الحرب عندما تم عرضه لأول مرة في صالون باريس في منزل الصفا عام 1880 ، كان هناك الكثير من التكهنات بين معاصري كوت حول الموضوع الذي قصد الرسام الإشارة إليه - مع بعض الإشارة إلى رواية الفضيلة، التي نشرها لأول مرة برناردين دي سانت- بيير في عام 1788 ، وآخرون ينسبوها إلى رواية القرن الرابع الرومانسية دافنيس وكلوي للكاتب الهلنستي لونجوس. يأتي الدليل على التفسير الأول من الفكرة المحددة للزوجين الذين يركضون من المطر ومغطاة بستارة متصاعدة تتوافق مع مشهد مشهور وغالبًا ما يتم تصويره في رواية الفضيلة:
في أحد الأيام، أثناء نزولي من قمة الجبل، رأيت «فيرجيني» وهي تركض من أحد أطراف الحديقة نحو المنزل، ورأسها مغطى بتنورة فوقية، كانت قد رفعتها من خلفها من أجل الحصول على مأوى من المطر. اعتقدت من بعيد أنها كانت وحيدة، ولكن عندما اقتربت لمساعدتها على المشي، رأيت أنها من ذراعها كانت تحمل «بول» الذي كان مغطى بالكامل تقريبًا بنفس البطانية. كلاهما كانا يضحكان معًا في ملجأ هذه المظلة من اختراعهما. 

## الرسام
بيير أوغست كوت رسام فرنسي ولد في بيداريو في 17 فبراير 1837 وتوفي في 2 يوليو 1883 في باريس، درس بيير أوغست كوت في مدرسة الفنون الجميلة في تولوز، ثم في باريس، حيث درس مع ليون كونييه وألكسندر كابانيل وويليام بوجيرو.